# Kävlinge kommun
Kävlinge kommun är en kommun i Skåne län. Centralorten är Kävlinge som också är kommunens största tätort.
Majoriteten av landskapet består av en slättbygd som är svagt kuperad, den är täckt med mycket god åkerjord. I början av 2020-talet var kommunen själv den viktigaste arbetsgivaren. På grund av kommunens geografiska läge pendlar en stor andel av kommunens förvärvsarbetande till arbetsplatser utanför Kävlinge. 
Sedan kommunen bildades 1971 har befolkningstrenden varit positiv. Efter valen på 2010- och 2020-talet har kommunen styrts av Alliansen. Mandatperioden 2022–2026 styrs kommunen dock av Moderaterna, Sverigedemokraterna och Kristdemokraterna.

## Administrativ historik
Kommunens område motsvarar socknarna: Barsebäck, Dagstorp, Hofterup, Hög, Kävlinge, Lackalänga, Lilla Harrie, Löddeköpinge, Stora Harrie, Stävie, Södervidinge, Virke och Västra Karaby. I dessa socknar bildades vid kommunreformen 1862 landskommuner med motsvarande namn. 
Den 23 augusti 1901 inrättades Kävlinge municipalsamhälle i Kävlinge landskommun och den 4 oktober 1901 inrättades Furulunds municipalsamhälle i Lackalänga landskommun.  Kävlinge municipalsamhälle upplöstes år 1946 när Kävlinge köping bildades genom en ombildning av Kävlinge landskommun.
Vid kommunreformen 1952 bildades ett antal storkommuner i området: Dösjebro (av de tidigare landskommunerna Annelöv, Dagstorp, Saxtorp och Västra Karaby), Harrie (av Lilla Harrie, Remmarlöv, Stora Harrie, Virke, Örtofta och en del av Västra Sallerup), Löddeköpinge (av Barsebäck, Hofterup, Hög och Löddeköpinge) och Teckomatorp (av Källs-Nöbbelöv, Norra Skrävlinge, Norrvidinge och Södervidinge). Samtidigt med detta upplöstes Furulunds municipalsamhälle då Furulunds köping  bildades av Lackalänga landskommun och Stävie landskommun medan Kävlinge köping förblev oförändrad. 
1967 införlivades i Kävlinge köping delar ur Dösjebro landskommun (Västra Karaby och Dagstorps församlingar) och 1969 införlivades Furulunds köping, en del ur Teckomatorps landskommun (Södervidinge församling) samt delar ur Harrie landskommun (Stora Harri, Lilla Harrie och Virke församlingar).
Kävlinge kommun bildades vid kommunreformen 1971 genom en ombildning av Kävlinge köping. 1974 införlivades Löddeköpinge kommun. 
Kommunen ingår sedan bildandet i Lunds domsaga.

## Geografi
Kommunen gränsar till Landskrona och Svalövs kommuner i norr, Eslövs kommun i öster, Lunds kommun i sydost och Lomma kommun och Malmö kommun i söder. Gränsen mot Malmö kommun är endast en havsgräns.

### Topografi och hydrografi
Majoriteten av landskapet består av en slättbygd som är svagt kuperad, den är täckt med mycket god åkerjord. Dominerande inslag i landskapsbilden är Kävlingeåns (Lödde å) dalgång i söder och Saxåns dalstråk i norr. Ett antal höjdryggar, däribland Gillhögs backe, Karabys backar och Dagstorps backar, förekommer i väster och norr. Endast fem procent av Kävlinge utgörs av skogsmark, men vid vidsträckta sandflyktsfält vid havet har det planterats  tallskog. Järavallen är en strandvall som bildades under en period då havets yta stod cirka 5 meter över nuvarande nivå.
Nedan presenteras andelen av den totala ytan 2020 i kommunen jämfört med riket.
|  | Bebyggelse (15,1 %) |

|  | Skog (7,7 %) |

|  | Öppen myrmark (0,4 %) |

|  | Jordbruksmark (66,9 %) |

|  | Övrig mark (9,9 %) |

|  | Bebyggelse (3,1 %) |

|  | Skog (68,0 %) |

|  | Öppen myrmark (7,2 %) |

|  | Jordbruksmark (7,4 %) |

|  | Övrig mark (14,3 %) |

### Naturskydd
År 2023 fanns sex naturreservat i Kävlinge kommun. Bland dessa Löddeåns mynning (norra), ett reservat som bildades 1952. I reservatet trivs ett stort antal fågelarter så som vattenrall, rödbena, ljungpipare, snösparvar och vinterhämplingar. Reservatet även skyddat enligt Natura 2000. Ett annat exempel på naturreservat är Lundaåkrabukten som bildades 2022. Reservatet går även in i  Landskrona kommun och omfattar Osen och Saxåns utlopp. Det består till stor del av hav, men också av å och betade strandängar. I reservatet trivs både fåglar och fiskar men också tumlare och knubbsäl. Även detta reservat är skyddat enligt Natura 2000.

### Administrativ indelning
Fram till 2016 var kommunen för befolkningsrapportering indelad i sex församlingar: Dagstorps, Hofterups, Kävlinge, Lackalänga-Stävie, Löddebygdens och Västra Karaby.

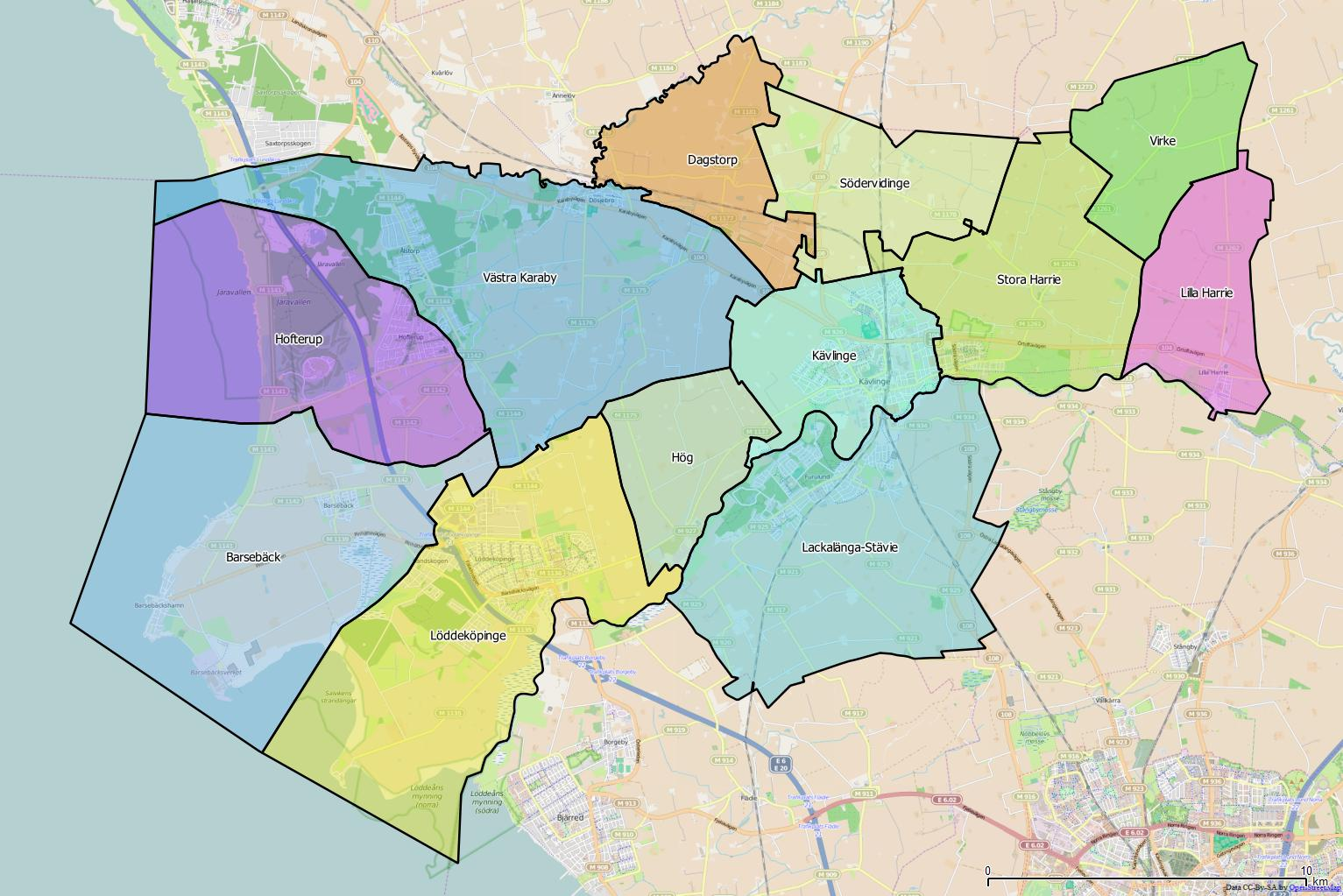
Distrikt inom Kävlinge kommun

Från 2016 indelas kommunen istället i 12  distrikt:

- Barsebäck
- Dagstorp
- Hofterup
- Hög
- Kävlinge
- Lackalänga-Stävie
- Lilla Harrie
- Löddeköpinge
- Stora Harrie
- Södervidinge
- Virke
- Västra Karaby

### Tätorter
Det finns 12 tätorter i Kävlinge kommun.

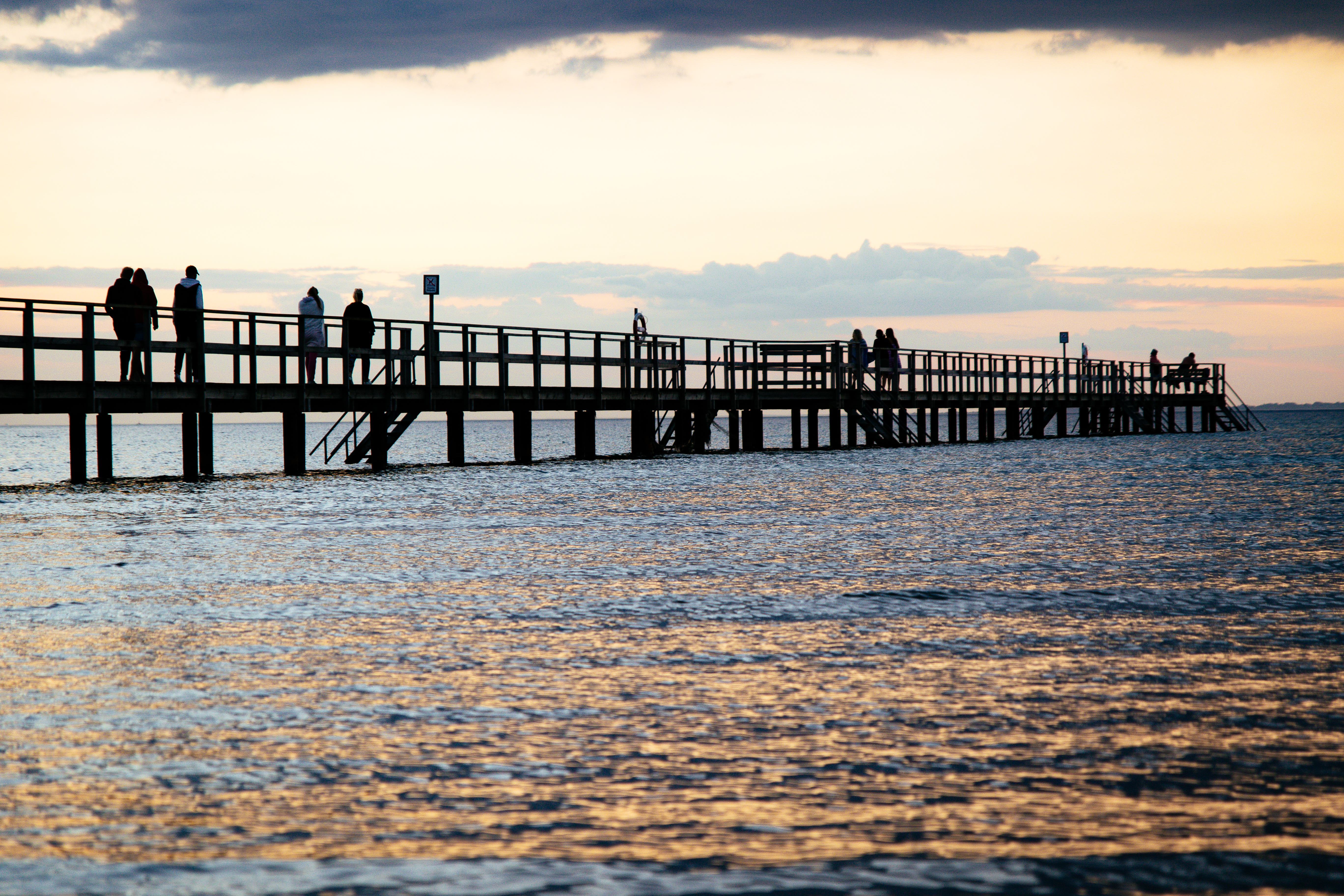
Bryggan i Barsebäck

I tabellen presenteras tätorterna i storleksordning den 31 december 2015. Centralorten är i fet stil.
| Nr | Tätort                   | Befolkning |
| -- | ------------------------ | ---------- |
| 1  | Kävlinge                 | 9 320      |
| 2  | Löddeköpinge             | 6 481      |
| 3  | Furulund                 | 4 359      |
| 4  | Hofterup                 | 3 814      |
| 5  | Dösjebro                 | 866        |
| 6  | Barsebäck                | 689        |
| 6  | Sandskogen               | 689        |
| 8  | Barsebäckshamn           | 477        |
| 9  | Lilla Harrie             | 391        |
| 10 | Järavallen               | 258        |
| 11 | Västra Karaby            | 244        |
| 12 | Saxtorpsskogen (del av*) | 203        |

* En del av tätorten Saxtorpsskogen ligger i kommunen, men den största delen ligger i Landskrona kommun.

## Styre och politik

### Styre
Mandatperioden 2010–2014 styrdes kommunen av Alliansen som samlade 25 av 49 mandat i kommunfullmäktige. Efter valet 2014 inkluderade även Miljöpartiet i den styrande koalitionen. Den så kallade femklövern samlade 27 av 49 mandat. I valet 2018 gick både Centerpartiet och Moderaterna framåt med ett mandat vardera. Detta ledde till att Miljöpartiet pekades från styret och att Alliansen stannade vid makten.
Kävlinge kommun styrs sedan valet 2022 av Moderaterna, Sverigedemokraterna och Kristdemokraterna.

### Kommunfullmäktige

#### Presidium
| Presidium 2023–2026    | Presidium 2023–2026 | Presidium 2023–2026 |
| ---------------------- | ------------------- | ------------------- |
| Ordförande             | M                   | Boriana Åberg       |
| Förste vice ordförande | SD                  | Lars Andersson      |
| Andre vice ordförande  | S                   | Kerstin Nilsson     |

Källa:

#### Lista över kommunfullmäktiges ordförande
| Namn | Namn              | Tillträdde | Avgick    |
| ---- | ----------------- | ---------- | --------- |
|      | Cay Kalin (M)     | 2006       | 2007      |
|      | Boriana Åberg (M) | 2007       | Nuvarande |

#### Mandatfördelning 1970–2022
Socialdemokraterna var det största partiet i kommunvalen 1970-2006 och sedan 2010 är Moderaterna det största partiet. Näst största parti var Centerpartiet i valen 1970-1976, Moderaterna i valen 1979-2006 samt Socialdemokraterna i valen 2010-2014.

Samtliga riksdagspartier finns representerade i Kävlinge kommunfullmäktige. Av riksdagspartierna har Socialdemokraterna, Centerpartiet, Folkpartiet/Liberalerna och Moderaterna alltid funnits representerade sedan valet 1970, Vänsterpartiet sedan valet 1976 (förutom vid valet 1994, då partiet inte fick något mandat), Miljöpartiet sedan 1982, Kristdemokraterna sedan 1998 (var även representerade efter valet 1991) och Sverigedemokraterna sedan valet 2002. SPI – Sveriges pensionärers intresseparti fanns representerat i valen 1998 och 2002, Kommunens Väl i valen 1994 och 1998, Kävlingebor i valet 2010 samt M-demokraterna i valet 1994.
| 23 | 10 | 4 | 3 |

| 35 |

| 25 | 15 | 4 | 5 |

| 45 |

|  | 23 | 13 | 5 | 7 |

| 40 | 9 |

|  | 24 | 9 | 5 | 10 |

| 34 | 15 |

|  | 25 |  | 7 | 3 | 12 |

| 40 | 9 |

|  | 23 |  | 6 | 5 | 13 |

| 39 | 10 |

|  | 24 | 3 | 6 | 5 | 10 |

| 30 | 19 |

| 2 | 20 | 2 | 5 | 5 |  | 14 |

| 33 | 16 |

| 23 | 2 | 8 |  | 3 | 2 | 10 |

| 29 | 20 |

| 2 | 18 | 2 |  | 5 | 2 | 2 |  | 12 |

| 26 | 19 |

|  | 20 |  |  | 4 | 2 | 5 | 2 | 9 |

| 28 | 17 |

|  | 17 |  | 6 | 3 | 4 |  | 12 |

| 28 | 17 |

|  | 15 | 2 | 4 | 2 | 3 | 5 |  | 16 |

| 29 | 20 |

|  | 14 | 3 | 7 | 3 | 5 |  | 15 |

| 29 | 20 |

|  | 12 | 2 | 10 | 4 | 4 |  | 15 |

| 29 | 20 |

|  | 11 | 2 | 9 | 3 | 3 | 3 |  | 16 |

| 30 | 19 |

### Nämnder

#### Kommunstyrelse
| Presidium 2023–2026    | Presidium 2023–2026 | Presidium 2023–2026 |
| ---------------------- | ------------------- | ------------------- |
| Ordförande             | M                   | Annsofie Thuresson  |
| Förste vice ordförande | M                   | Johan Douglies      |
| Andre vice ordförande  | S                   | Ingvar Willexberg   |

Källa:

#### Lista över kommunstyrelsens ordförande
| Namn | Namn                   | Tillträdde     | Avgick           |
| ---- | ---------------------- | -------------- | ---------------- |
|      | Pia Almström (M)       | 1 januari 2007 | 31 december 2022 |
|      | Annsofie Thuresson (M) | 1 januari 2023 |                  |

#### Övriga nämnder
| Nämnd                        | Ordförande (2023-2026) | Ordförande (2023-2026) | Förste vice ordförande | Förste vice ordförande | Andre vice ordförande | Andre vice ordförande |
| ---------------------------- | ---------------------- | ---------------------- | ---------------------- | ---------------------- | --------------------- | --------------------- |
| Utbildningsnämnden           | M                      | Sofia Lindblom         | SD                     | Thomas Salomon         | S                     | Markus Nordqvist      |
| Omsorgsnämnden               | M                      | Patrik Bengtsson       | M                      | Anna Elmvik            | S                     | Jimmy Runesson        |
| Arbetsliv och fritidsnämnden | M                      | Johan Douglies         | SD                     | Peter Ljuslund         | S                     | Rune Sandström        |
| Bygg och Miljönämnden        | M                      | Anders Lindvall        | SD                     | Thomas Borg            | S                     | Jan Kronberg          |
| Valnämnden                   | M                      | Mikael Elmvik          | S                      | Gert Nilsson           |                       |                       |
| Överförmyndare               | M                      | Josefin Hylander       | KD                     | Alexander Kjellman     |                       |                       |

Källa:

## Ekonomi och infrastruktur

### Näringsliv
I början av 2020-talet var kommunen själv den viktigaste arbetsgivaren. Andra viktiga arbetsplatser var köpcentrumet Center Syd i Löddeköpinge och Södervidingebagaren AB. På grund av kommunens geografiska läge i det tättbefolkade sydvästra Skåne pendlar en stor andel av kommunens förvärvsarbetande  till arbetsplatser utanför Kävlinge, speciellt Lund och Malmö.

### Infrastruktur

#### Transporter
Kommunen genomkorsas från söder till norr av Europaväg 6/Europaväg 20. Den norra delen av europavägen korsas av länsväg 110. Genom östra delen av kommunen går länsvägarna 104 och 108.
Malmö-Billesholms järnväg var en enskild järnväg mellan Malmö, via Kävlinge, och Billesholm som anslöt till Landskrona-Ängelholms Järnväg. Den öppnade 1886, förstatligades 1896 och utgjorde sedan det året en del av Västkustbanan fram till 1991, då den istället blev en del av Godsstråket genom Skåne. En tidigare järnväg i kommunen var Kävlinge–Barsebäcks Järnväg som var en normalspårig järnväg. Den  öppnades 1907 och förstatligades 1927. Trafiken upphörde dock 1955.

## Befolkning

### Demografi

#### Befolkningsutveckling
Kommunen har 32 503 invånare (31 mars 2025), vilket placerar den på 82:a plats avseende folkmängd bland Sveriges kommuner.
| Befolkningsutvecklingen i Kävlinge kommun 1810–2020 | Befolkningsutvecklingen i Kävlinge kommun 1810–2020 | Befolkningsutvecklingen i Kävlinge kommun 1810–2020 | Befolkningsutvecklingen i Kävlinge kommun 1810–2020 | Befolkningsutvecklingen i Kävlinge kommun 1810–2020 |
| --------------------------------------------------- | --------------------------------------------------- | --------------------------------------------------- | --------------------------------------------------- | --------------------------------------------------- |
|                                                     |                                                     |                                                     |                                                     |                                                     |
| År                                                  |                                                     |                                                     | Folkmängd                                           |                                                     |
| 1810                                                | 1810                                                |                                                     | 5 596                                               |                                                     |
| 1820                                                | 1820                                                |                                                     | 6 774                                               |                                                     |
| 1830                                                | 1830                                                |                                                     | 7 711                                               |                                                     |
| 1840                                                | 1840                                                |                                                     | 8 438                                               |                                                     |
| 1850                                                | 1850                                                |                                                     | 9 371                                               |                                                     |
| 1860                                                | 1860                                                |                                                     | 9 902                                               |                                                     |
| 1870                                                | 1870                                                |                                                     | 10 263                                              |                                                     |
| 1880                                                | 1880                                                |                                                     | 10 019                                              |                                                     |
| 1890                                                | 1890                                                |                                                     | 9 504                                               |                                                     |
| 1900                                                | 1900                                                |                                                     | 10 946                                              |                                                     |
| 1910                                                | 1910                                                |                                                     | 12 152                                              |                                                     |
| 1920                                                | 1920                                                |                                                     | 11 960                                              |                                                     |
| 1930                                                | 1930                                                |                                                     | 11 417                                              |                                                     |
| 1940                                                | 1940                                                |                                                     | 11 144                                              |                                                     |
| 1950                                                | 1950                                                |                                                     | 11 673                                              |                                                     |
| 1960                                                | 1960                                                |                                                     | 11 526                                              |                                                     |
| 1970                                                | 1970                                                |                                                     | 14 496                                              |                                                     |
| 1975                                                | 1975                                                |                                                     | 19 239                                              |                                                     |
| 1980                                                | 1980                                                |                                                     | 20 643                                              |                                                     |
| 1985                                                | 1985                                                |                                                     | 21 154                                              |                                                     |
| 1990                                                | 1990                                                |                                                     | 23 178                                              |                                                     |
| 1995                                                | 1995                                                |                                                     | 24 169                                              |                                                     |
| 2000                                                | 2000                                                |                                                     | 24 583                                              |                                                     |
| 2005                                                | 2005                                                |                                                     | 26 704                                              |                                                     |
| 2010                                                | 2010                                                |                                                     | 29 013                                              |                                                     |
| 2015                                                | 2015                                                |                                                     | 30 104                                              |                                                     |
| 2020                                                | 2020                                                |                                                     | 32 020                                              |                                                     |

## Kultur

### Kulturarv
Inmurad i Stora Harrie kyrka finns Stora Harriestenen, ett runstensfragment som ska ha upptäckts i kyrkogolvet 1851 eller 1861. Ett annat kulturarv är Hofterupsdösen, en så kallad dös eller stenkammargrav från yngre stenåldern. Den är belägen i strax öster om Hofterups kyrka i Kävlinge kommun. En annan stenkammargrav är Gillhögen, en restaurerad gånggrift från yngre stenåldern i Barsebäcks socken.

### Kommunsymboler

#### Kommunvapen
Blasonering: I grönt fält ett sexarmat kors av guld, bildat av en smal bjälke, en kavle och en ginkavle.
Vapnet fastställdes av Kungl. Maj:t för Kävlinge köping år 1955. Bilden syftar på sex i Kävlinge sammanstrålande järnvägar.  Efter kommunbildningen registrerades vapnet i PRV år 1975. Då var två av järnvägarna nedlagda.

#### Kommunfågel

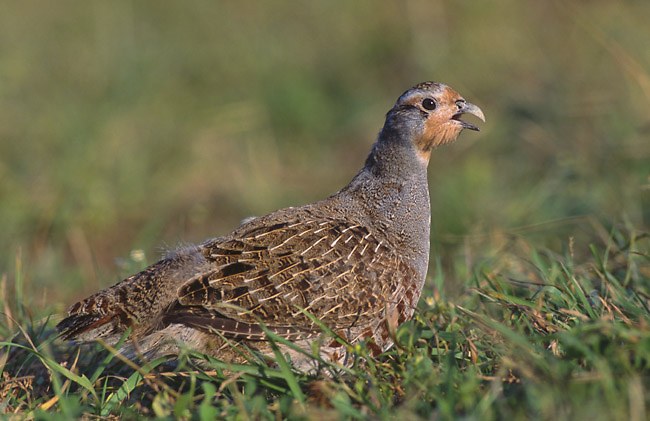
Rapphönan är Kävlinges kommunfågel.